# 马尼卡尼卡河坛

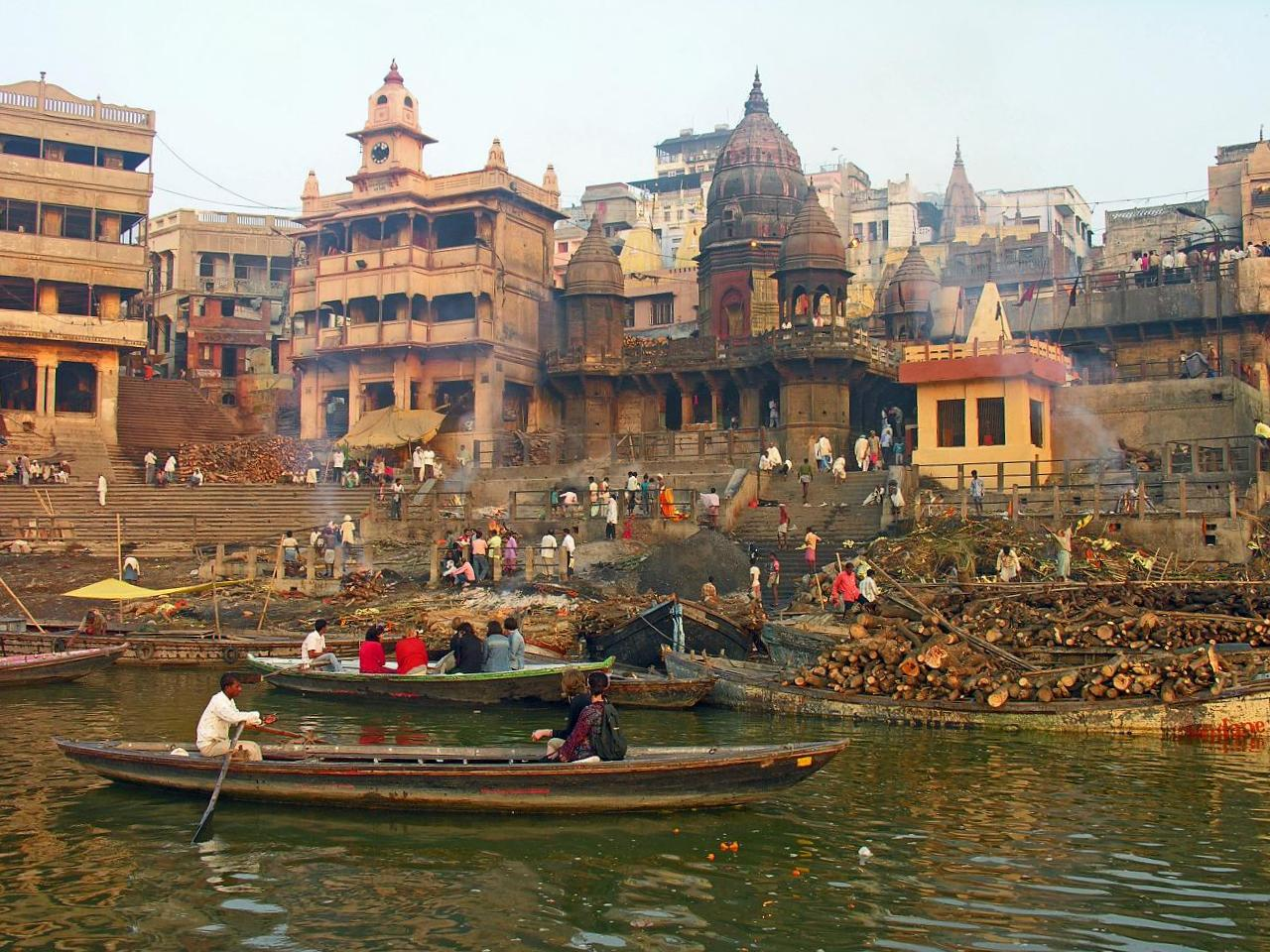
马尼卡尼卡河坛

马尼卡尼卡河坛（印地语: मणिकर्णिका घाट，Manikarnika Ghat）是瓦拉纳西最古老的河壇之一，也是印度教最神圣的火葬地点。许多印度人来此火葬，骨灰抛入恒河中，希望得到解脱。
河岸的井传说为毗湿奴所挖，以讨好湿婆，在他毁灭世界时，不要破坏这座圣城。湿婆在此洗澡时，他的耳环落入井中。马尼卡尼卡即意为耳环。